# The Ramparts
The Ramparts är en bergskedja i Kanada.   Den ligger i provinserna Alberta och British Columbia, i den västra delen av landet, 3 200 km väster om huvudstaden Ottawa.
The Ramparts sträcker sig 56 km i sydvästlig-nordostlig riktning. Den högsta toppen är Mount Edith Cavell, 3 363 meter över havet.
Topografiskt ingår följande toppar i The Ramparts:
- Alcove Mountain
- Angle Peak
- Aquila Mountain
- Arris Mountain
- Barbican Peak
- Basilica Mountain
- Bastion Peak
- Bastion Peak
- Beacon Peak
- Bennington Peak
- Blackhorn Peak
- Blackrock Mountain
- Blackrock Mountain
- Brûlé Hill
- Bucephalus Peak
- Caniche Peak
- Casemate Mountain
- Chak Peak
- Chevron Mountain
- Curia Mountain
- Drawbridge Peak
- Drawbridge Peak
- Dungeon Peak
- Dungeon Peak
- Elephas Mountain
- Eremite Mountain
- Fortalice Mountain
- Franchère Peak
- Frontier Peak
- Gateway Peak
- Glacis Ridge
- Goodair Peak
- Holloway Rock
- Indian Ridge
- Kataka Mountain
- Kataka Mountain
- Lectern Peak
- Majestic Mountain
- Manx Peak
- Marmot Mountain
- Mastodon Mountain
- Mastodon Mountain
- McDonell Peak
- Miette Hill
- Minotaur Peak
- Mount Blackman
- Mount Clairvaux
- Mount Clairvaux
- Mount Clitheroe
- Mount Edith Cavell
- Mount Erebus
- Mount Estella
- Mount Fitzwilliam
- Mount Fraser
- Mount Fraser
- Mount Geikie
- Mount Maccarib
- Mount Rockingham
- Muhigan Mountain
- Needle Peak
- Oldhorn Mountain
- Outpost Peak
- Paragon Peak
- Paragon Peak
- Parapet Peak
- Peveril Peak
- Portcullis Peak
- Postern Mountain
- Redoubt Peak
- Redoubt Peak
- Reunion Peak
- Reunion Peak
- Roche Noire
- Rostrum Hill
- Rufus Peak
- Scarp Mountain
- Simon Peak
- Simon Peak
- Surprise Point
- Terminal Mountain
- The Cube Ridge
- The Whistlers
- Throne Mountain
- Thunderbolt Peak
- Tonquin Hill
- Tonquin Ridge
- Trident Range
- Turret Mountain
- Waddington Peak
- Vertex Peak
- Whitecrow Mountain
- Whitecrow Mountain
- Vista Peak

Trakten runt The Ramparts består i huvudsak av gräsmarker. Trakten runt The Ramparts är nära nog obefolkad, med mindre än två invånare per kvadratkilometer.